# Franca Falcucci
Franca Falcucci, née le 22 mars 1926 à Rome (Italie) et morte dans cette ville le 4 septembre 2014, est une enseignante et femme politique italienne.

## Biographie
Avant d'entrer au Sénat, Franca Falcucci enseigne le latin et le grec dans des lycées à Rome.
Elle est la première femme ministre de l'Éducation nationale en Italie.
Elle meurt à Rome le 4 septembre 2014, sa nièce Alexandra l'ayant assistée dans la dernière période de sa vie.

## L'enquête sur le handicap à l'école
En 1974, le ministre de l'Éducation Franco Maria Malfatti demande à Franca Falcucci de présider une équipe chargée de mener une enquête nationale sur les problèmes des élèves handicapés.
Le Document Falcucci (1975) qui en est issu est le plus avancé sur la question du handicap au niveau européen et international en ce qu'il promeut une nouvelle façon de penser et de mettre en œuvre l'école. Pour citer ce document « ... l'école, devant rapporter l'action éducative au potentiel de chaque élève, apparaît comme la structure la plus appropriée pour dépasser les conditions de la marginalisation auxquelles seraient autrement condamnés les enfants handicapés... ».